# Mike Moller
Michael John „Mike“ Moller (* 16. Juni 1962 in Calgary, Alberta) ist ein ehemaliger kanadischer Eishockeyspieler und -trainer. Der rechte Flügelstürmer bestritt 137 Spiele für die Buffalo Sabres und die Edmonton Oilers in der National Hockey League, kam allerdings überwiegend in der American Hockey League zum Einsatz. Mit der kanadischen U20-Nationalmannschaft gewann er 1982 die erste Goldmedaille bei Junioren-Weltmeisterschaften in der Geschichte des Teams.

## Karriere
Mike Moller wurde in Calgary geboren und wuchs in Red Deer auf. Dort lief er in seiner Jugend für die Red Deer Chiefs auf, bevor er zur Saison 1979/80 zu den Lethbridge Broncos in die Western Hockey League (WHL) wechselte, die höchste Juniorenliga der Region. Bei den Broncos verbrachte der Flügelstürmer eine vielversprechende Juniorenkarriere, so erzielte er zweimal über 100 Scorerpunkte und wurde jeweils ins First All-Star Team der WHL berufen. Zudem ehrte man ihn nach der Saison 1981/82 mit der Brad Hornung Trophy als fairsten Spieler der Liga, nachdem er zuvor mit 122 Punkten aus 49 Spielen einen Punkteschnitt von fast 2,5 pro Spiel erreicht hatte. Darüber hinaus hatten ihn bereits nach seiner Rookie-Saison die Buffalo Sabres im NHL Entry Draft 1980 an 41. Position ausgewählt.
Nachdem Moller bereits in den Spielzeiten 1980/81 und 1981/82 einige Spiele für die Sabres in der National Hockey League (NHL) absolviert hatte, wechselte er 1983 fest nach Buffalo. Allerdings gelang es ihm in der Folge nicht, seine Offensivqualitäten aus dem Juniorenbereich in die NHL zu übertragen, so wurde er regelmäßig beim Farmteam der Sabres, den Rochester Americans, in der American Hockey League (AHL) eingesetzt. Mit den Americans gewann er dabei die AHL-Playoffs des Jahres 1983 um den Calder Cup. Die anschließende Saison 1984/84 sollte in der Folge die einzige bleiben, in der der Angreifer ausschließlich in der NHL auf dem Eis stand; dabei gelangen ihm in 59 Spielen fünf Treffer und elf Vorlagen. Schließlich trennten sich die Sabres von ihm, nachdem er das Jahr 1984/85 nahezu komplett in  Rochester verbracht hatte.
Moller wurde im Oktober 1985 in einem drei Parteien umfassenden Tauschgeschäft zu den Edmonton Oilers transferiert. Dieses ermöglichte den Pittsburgh Penguins die Verpflichtung von Buffalos Randy Cunneyworth, der als Restricted Free Agent galt, ohne eine Kompensation in Form von Draft-Wahlrechten zu leisten. Zugleich schickten die Oilers Pat Hughes zu den Sabres, wobei die Penguins als Mittelsmann fungierten. Auch bei den Oilers, dem zu diesem Zeitpunkt amtierenden Stanley-Cup-Sieger, gelang es Moller in der Folge nicht, sich im NHL-Aufgebot zu etablieren, sodass er die folgenden drei Jahre zum Großteil bei den Nova Scotia Oilers in der AHL verbrachte. In Edmonton stand der Kanadier in dieser Zeit nur insgesamt sieben Mal auf dem Eis, was nicht ausreichte, um beim erneuten Titelgewinn im Jahre 1987 auf der Trophäe verewigt zu werden.
Schließlich wurde sein auslaufender Vertrag nach der Spielzeit 1987/88 nicht verlängert, sodass Moller die Saison 1988/89 bei der kanadischen A-Nationalmannschaft verbrachte, ohne sein Heimatland jedoch bei einem großen Turnier zu vertreten. Als Free Agent schloss er sich im Sommer 1989 den Hartford Whalers an, beendete jedoch nach zwölf Spielen für deren Farmteam, die Binghamton Whalers, seine aktive Karriere. Insgesamt hatte der Flügelstürmer 137 NHL-Spiele absolviert und dabei 44 Punkte erzielt. Nach dem Ende seiner aktiven Laufbahn war Moller zwischen 1993 und 1995 als Assistenztrainer der Red Deer Rebels in seiner Heimatstadt tätig, verfolgte diese Karriere in der Folge jedoch nicht weiter.

### International
Während seiner Zeit bei den Lethbridge Broncos wurde Moller in die kanadische U20-Nationalmannschaft berufen und gewann mit dieser bei der Junioren-Weltmeisterschaft 1982 die Goldmedaille, die erste für Kanada in der Geschichte dieses Wettbewerbs. Dabei führte er alle Spieler des Turniers, das er gemeinsam mit seinem Bruder Randy bestritt, mit neun Torvorlagen an und wurde infolgedessen ins All-Star-Team der WM gewählt.

## Erfolge und Auszeichnungen
- 1981 WHL First All-Star Team
- 1982 WHL First All-Star Team
- 1982 Brad Hornung Trophy
- 1983 Calder-Cup-Gewinn mit den Rochester Americans

### International
- 1982 Goldmedaille bei der Junioren-Weltmeisterschaft
- 1982 Bester Vorlagengeber (9) der Junioren-Weltmeisterschaft (gemeinsam mit Markus Lehto, Jens Öhling und Raimo Summanen)
- 1982 All-Star-Team der Junioren-Weltmeisterschaft

## Karrierestatistik

### International
Vertrat Kanada bei:
- Junioren-Weltmeisterschaft 1982

(Legende zur Spielerstatistik: Sp oder GP = absolvierte Spiele; T oder G = erzielte Tore; V oder A = erzielte Assists; Pkt oder Pts = erzielte Scorerpunkte; SM oder PIM = erhaltene Strafminuten; +/− = Plus/Minus-Bilanz; PP = erzielte Überzahltore; SH = erzielte Unterzahltore; GW = erzielte Siegtore; 1 Play-downs/Relegation; Kursiv: Statistik nicht vollständig)

## Persönliches
Sein jüngerer Bruder Randy Moller war ebenfalls Eishockeyspieler und absolvierte über 800 Spiele in der NHL. Die Brüder gewannen gemeinsam die Goldmedaille bei der Junioren-Weltmeisterschaft 1982.